# Otfried Preußler
Otfried Preußler, ortografiat uneori Otfried Preussler, (pronunțat [ˈɔt.fʁiːt ˈpʁɔɪ̯s.lɐ] ⓘ, n. 20 octombrie 1923, Liberec, Cehoslovacia – d. 18 februarie 2013, Prien am Chiemsee, Bavaria, Germania) a fost un scriitor german, cărțile lui pentru copii fiind traduse în 55 de limbi și vândute în 50 de milioane de exemplare.

## Biografie

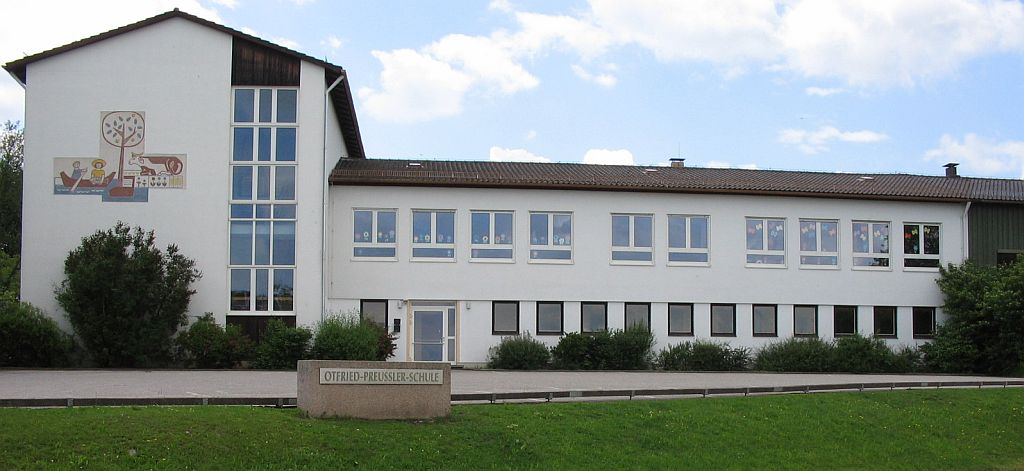
Școala la care Otfried Preußler a predat

Otfried Preußler s-a născut în Reichenberg, Boemia de Nord, Cehoslovacia. După bacalaureat, în 1942 a fost recrutat de armata germană în cel de-Al Doilea Război Mondial. A fost luat prizonier de sovietici în 1944 și a petrecut cinci ani ca prizonier de război în Republica Tătară. După ce a fost eliberat, s-a dus în Bavaria unde s-a căsătorit. A devenit învățător și apoi director de școală. În plus a lucrat ca reporter și a scris cărți.
Prima carte de succes a fost Der kleine Wassermann (Micul om al apelor) din 1956, fiind premiată cu un premiu special al juriului de Premiul German pentru Literatură Juvenilă. Au urmat Die kleine Hexe (1957, Mica vrăjitoare), Der Räuber Hotzenplotz (1962, Tâlharul Hoț-Ploț), Das kleine Gespenst (1966, Mica fantomă), Krabat (1971, Krabat) și multele altele. Otfried Preußler a devenit unul dintre cei mai populari scriitor pentru copii din Germania. Multe lucrări au fost ecranizate și adaptate în piese de teatru.

## Opera
- Erntelager Geyer, 1944

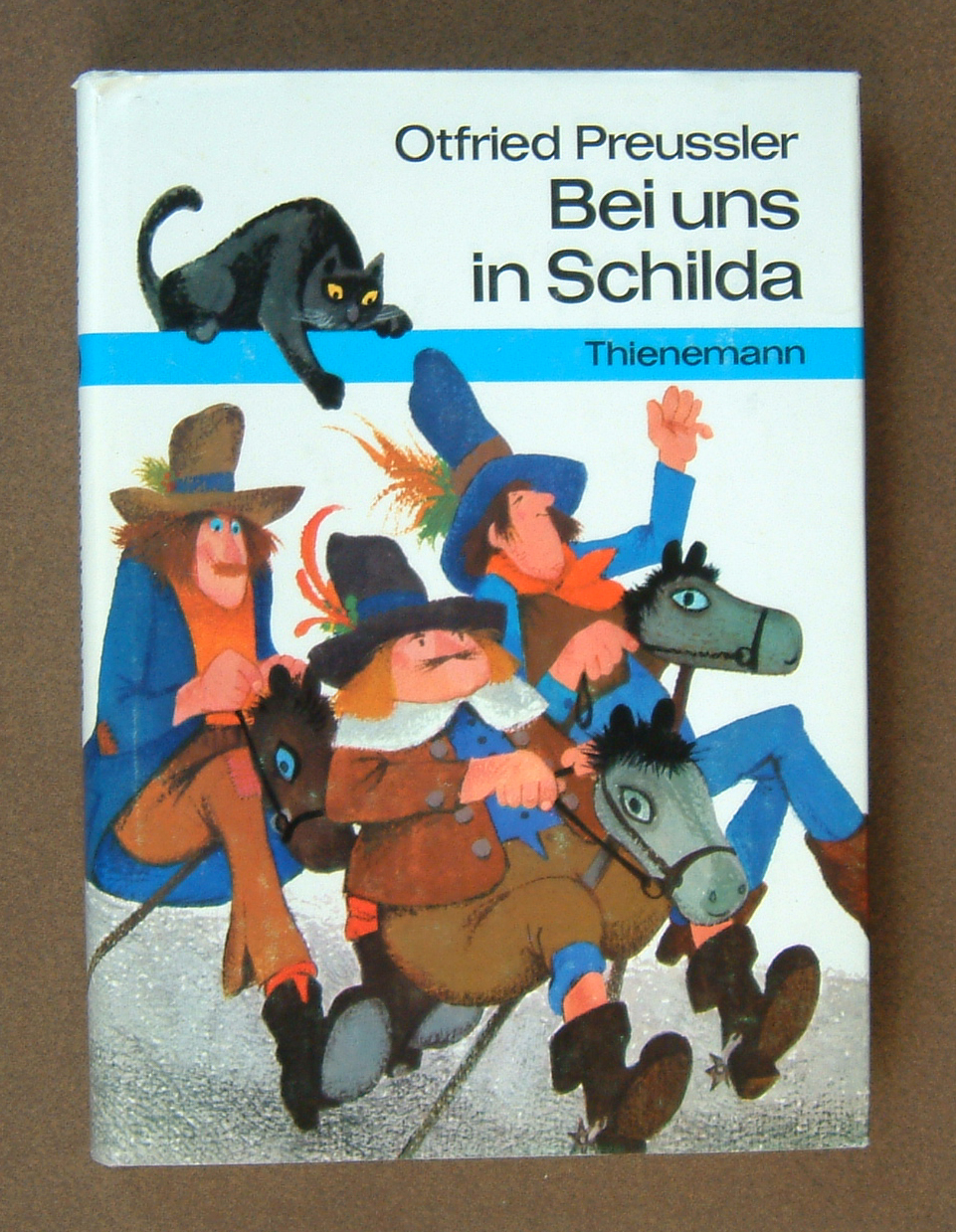
Cartea Bei uns in Schilda

- Das kleine Spiel vom Wettermachen, 1951
- Das Spiel vom lieben langen Jahr, 1951
- Der fahrende Schüler im Paradies, 1951
- Kasperl hat ein gutes Herz, 1951
- Frau Nachbarin, Frau Nachbarin, wo will sie mit den Blumen hin?, 1951
- Der Perserschah, 1951
- Es geistert auf der Mitteralm, 1951
- Lieb Nachtigall, wach auf, 1951
- Lustig ist die Fasenacht, 1951
- Dass die Lieb’ nicht vergeht, dass die Treu sich bewährt. Ein Polterabendspielchen für Kinder, 1951
- Das fremde Bleichgesicht, 1951
- Das Spiel von den sieben Gesellen, 1953
- Ei guten Tag, Frau Base, 1954
- Der kleine Wassermann, 1956 (Micul om al apelor / Spiridușul apelor)
- Die kleine Hexe, 1957 (Mica vrăjitoare)
- Bei uns in Schilda, 1958
- Thomas Vogelschreck, 1958
- Kater Mikesch, 1962
- Der Räuber Hotzenplotz, 1962 (Tâlharul Hoț-Ploț)
- Das kleine Gespenst, 1966 (Mica fantomă)
- Die Abenteuer des starken Wanja, 1968 (Aventurile lui Vania cel Voinic)
- Das Geheimnis der orangenfarbenen Katze, 1968
- Neues vom Räuber Hotzenplotz, 1969
- Kater Schnurr mit den blauen Augen, 1969
- Krabat, 1971 (Krabat)
- Die dumme Augustine, 1972
- Hotzenplotz 3, 1973
- Das Märchen vom Einhorn, 1975
- Die Flucht nach Ägypten. Königlich böhmischer Teil., 1978
- Hörbe mit dem großen Hut, 1981 (Hörbe cu Pălăria cea Mare)
- Pumphutt und die Bettelkinder, 1981
- Hörbe und sein Freund Zwottel, 1983
- Der goldene Brunnen. Ein Märchenspiel, 1984
- Kindertheaterstücke, 1985
- Der Engel mit der Pudelmütze. Sechs Weihnachtsgeschichten, 1985
- Herr Klingsor konnte ein bißchen zaubern, 1987
- Zwölfe hat’s geschlagen, 1988
- Das Otfried Preußler Lesebuch, 1988
- Dreikönigsgeschichten. Die Krone des Mohrenkönigs / Das Lied der Zikade, 1989
- Die Glocke von grünem Erz, 1989
- Jahrmarkt in Rummelsbach, 1990
- Das Räuber Hotzenplotz Puzzle-Bilderbuch, 1991
- Lauf, zenta, lauf!, 1991
- Mein Rübezahlbuch, 1993
- Das Eselchen und der kleine Engel, 1993 (Măgarul și îngeraș)
- Brot für Myra. Eine Geschichte vom heiligen Nikolaus, 1993
- Ein Dank an gute Freunde! – Kurzgeschichten, 1993
- Die Glocke von Weihenstetten, 1995
- Die Zenzi mit dem Wackelzahn, 1995
- Vom Drachen, der zu den Indianern wollte
- Sagen sie mal, Herr Preußler' – Festschrift für Otfried Preußler zum 75. Geburtstag, 1998
- Hey-Ho! Hotzenplotz! – Das große Räuber-Hotzenplotz-Liederbuch, 1999
- Das große Balladenbuch, 2000
- Wasserschratz und Tatzenkatze, 2001
- Wo steckt Tella?, 2001
- Eins, zwei, drei im Bärenschritt, 2002
- Otfried Preußler zum 80. Geburtstag, 2003
- Ich bin ein Geschichtenerzähler, 2010
- Der kleine Wassermann – Frühling im Mühlenweiher, 2011
- Der kleine Wassermann – Sommerfest im Mühlenweiher, 2013
- Der kleine Wassermann – Herbst im Mühlenweiher, 2014
- Das kleine Gespenst – Tohuwabohu auf Burg Eulenstein, 2016
- Die kleine Hexe – Ausflug mit Abraxas, 2017
- Der Räuber Hotzenplotz und die Mondrakete, 2018

## Ecranizări
- Kater Mikesch, 1964, serial TV
- Der Räuber Hotzenplotz, 1967, film TV
- Die Abenteuer des starken Wanja, 1968, serial TV
- Das kleine Gespenst, 1969, film TV
- Die kleine Hexe, 1969, film TV
- Der Räuber Hotzenplotz, 1974, film de Gustav Ehmck cu Gert Fröbe, Lina Carstens, Rainer Basedow, David Friedmann, Gerhard Acktun, Josef Meinrad
- Die kleine Hexe, 1975, film TV
- Krabat, 1977, film de animație
- Neues vom Räuber Hotzenplotz, 1979, film de Gustav Ehmck cu Peter Kern, Barbara Valentin, Hans Richter, Peter Traxler, Wolfgang Katzer
- Kater Mikesch, 1985, serial TV
- Die kleine Hexe, 1986
- Kleine Baba Jaga, 1986, film rusesc
- Geist von Eulenberg, 1987, film rusesc
- Kleine Hexe, 1991, film rusesc
- Das kleine Gespenst, 1992, film de desene animate
- Die dumme Augustine, 1993
- Der Räuber Hotzenplotz, 2006, film de Gernot Roll cu Armin Rohde, Martin Stührk, Manuel Steitz, Christiane Hörbiger
- Krabat, 2008, film de Marco Kreuzpaintner cu David Kross, Daniel Brühl, Christian Redl, Robert Stadlober
- Das kleine Gespenst, 2013, film de Alain Gsponer cu Uwe Ochsenknecht, Jonas Holdenrieder, Emily Kusche, Herbert Knaup
- Die kleine Hexe, 2018, film de Michael Schaerer cu Karoline Herfurth, Axel Prahl, Suzanne von Borsody

## Premii și distincții
- Premiul German pentru Literatură Juvenilă (1963)
- Premiul German pentru Literatură Juvenilă (1972)
- Premiul Olandez pentru Literatură Juvenilă (1972)
- Bundesverdienstkreuz am Bande (Crucea Federală de Merit, 1973)
- Premiul European pentru Literatură Juvenilă (1973)
- Premiul Polonez pentru Literatură Juvenilă (1977)
- Premiul literar Eichendorff (1990)
- Profesorul titular în Republica Austria (1991)
- Bundesverdienstkreuz I. Klasse (Crucea Ofițerului, 1993)
- Großes Bundesverdienstkreuz (Crucea Comandantului, 2000)